# Fadogia butayei
Fadogia butayei är en måreväxtart som beskrevs av De Wild.. Fadogia butayei ingår i släktet Fadogia och familjen måreväxter.
Artens utbredningsområde är Kongo-Kinshasa. Inga underarter finns listade i Catalogue of Life.